# Endrup (Fredensborg)
 For alternative betydninger, se Endrup (flertydig). (Se også artikler, som begynder med Endrup)
Endrup er en bydel i Fredensborg, tidligere en landsby i Asminderød Sogn, Lynge-Kronborg Herred, Frederiksborg Amt, til 1970 Asminderød-Grønholt Kommune, fra 1970 til 2006 i Fredensborg-Humlebæk Kommune, siden 2006 i Fredensborg Kommune.

## Historie
Endrup var fra middelalderen en landsby. I 1682 talte landsbyen 9 gårde og 1 hus uden jord. Det samlede dyrkede areal udgjorde 257,8 tønder land skyldsat til 58,60 tdr hartkorn. Dyrkningsformen var trevangsbrug.